# Monte Awu
Monte Awu (en indonesio: Gunung Awu) es el volcán más grande de la cadena Sangihe. Poderosas erupciones se produjeron en 1711, 1812, 1856, 1892 y 1966 con devastadores flujos piroclásticos y lahares que han dado lugar a más de 8.000 muertes en total. Un cráter 4,5 km de ancho se encuentra en la cumbre y un profundo valle forma pasadizos por los lahares, provocando la división de los flancos del cráter. Se trata de un volcán en el llamado "Anillo de Fuego".